# Ridge Racer (computerspel uit 1993)
Ridge Racer (Japans: リッジレーサー; Rijji Rēsā) is een computerspel dat werd ontwikkeld en uitgegeven door Namco. Het racespel kwam in oktober 1993 uit als arcadespel en is het eerste spel in de Ridge Racer-serie. In 1994 werd het opgevolgd door Ridge Racer 2.
De speler kan kiezen uit vier auto's en later andere auto's vrijspelen. Het spel is singleplayer en men rijdt tegen computertegenstanders. Het doel is een zo snel mogelijke tijd neer te zetten. Het perspectief wordt in de derde persoon weergegeven. 

## Trivia
- Het spel is opgenomen in het boek 1001 Video Games You Must Play Before You Die van Tony Mott.